# Czebakowo (Czuwaszja)
Czebakowo (ros. Чебаково) – wieś (sieło) w Rosji, w Czuwaszji, w rejonie jadrińskim. W 2021 liczyło 517 mieszkańców.